# Leopold Koželuch

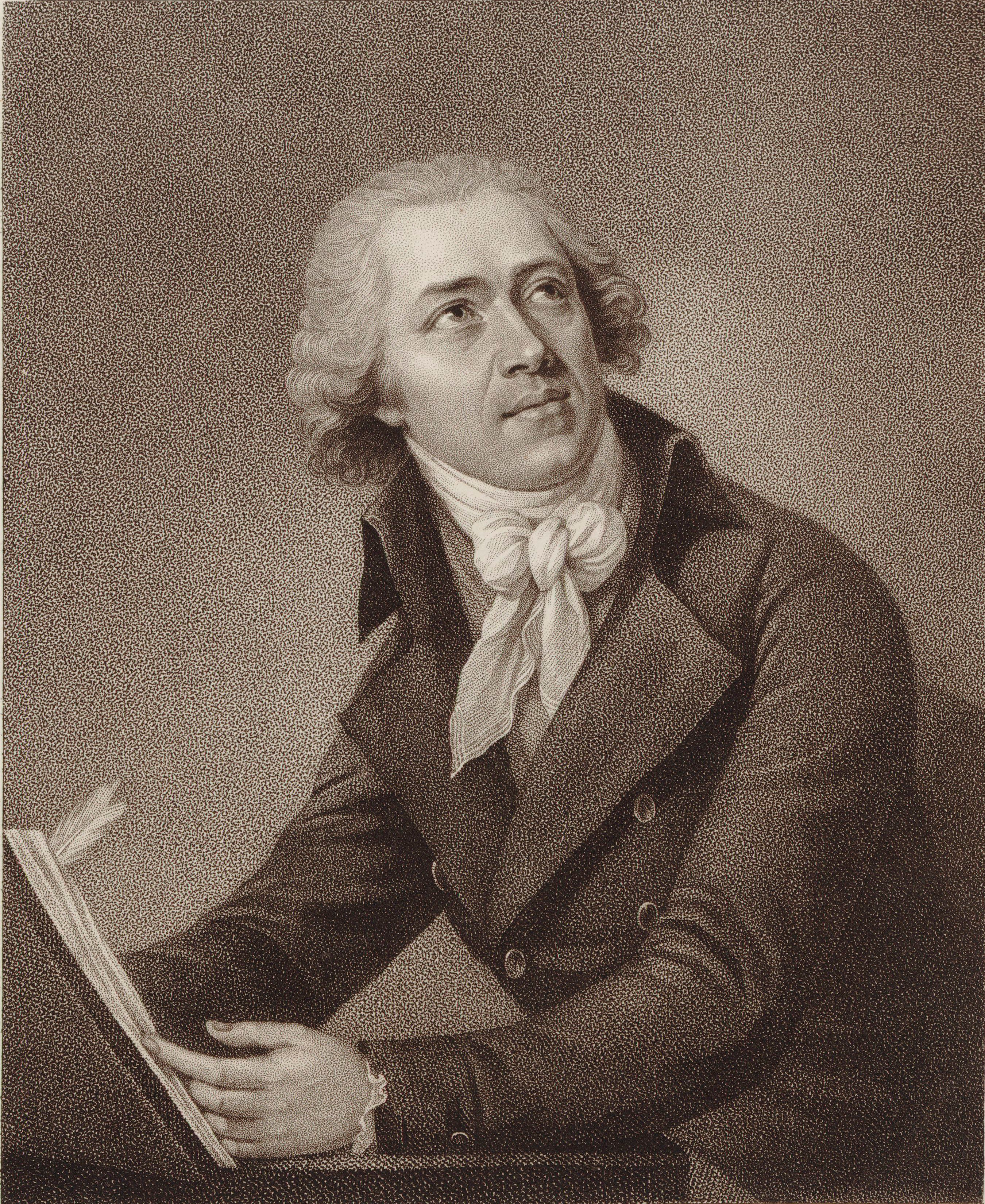
Porträtt föreställande Leopold Koželuch av W. Ridley.

Leopold Koželuch, alternativt även Leopold Koželuh och Leopold Kotzeluch, ursprungligen Jan Antonín Koželuh, född 26 juni 1747 i Böhmen, död 7 maj 1818 i Wien, var en tjeckisk pianist och kompositör.
Koželuch var son till skomakaren Antonín Bartholomäus Koželuh och kusin till kompositören Jan Antonín Koželuh som även var hans lärare en tid. För att inte förväxlas med sin kusin ändrade han sitt namn 1774. Även František Xaver Dušek var en av hans lärare under 1770-talet. 1771 bidrog han med sitt första verk, en balett, till Nationalteatern i Prag, och de kommande åren skrev han ytterligare 25 verk för teatern. 1778 reste han till Wien där han förmodligen studerade ett kort tag för Johann Georg Albrechtsberger. Vid det här laget hade Koželuch blivit en av de mer bejublade pianisterna och hovet gav honom tjänsten som musiklärare till ärkehertiginnan Maria Elisabet. Han erbjöds Mozarts tjänst i Salzburg då denne lämnade staden 1781, men tackade nej. Däremot accepterade han tjänsten som hovkompositör i Prag 1792, en plats som hade blivit ledig efter Mozarts död.

## Verk i urval

### Pianomusik
- 3 Pianosonater, op. 1
- 3 Pianosonater, op. 2
- 3 Pianotrios, op. 3
- 3 Pianotrios, op. 6
- 2 Pianosonater, op. 8
- 2 Pianosonater med violin, op. 10
- Pianokonsert i G-dur, op. 11
- Pianokonsert i F-dur, op. 12
- Pianokonsert i Bess-dur, op. 13
- Pianokonsert i Ess-dur, op. 15
- Pianokonsert i A-dur, op. 16
- 3 Pianosonater med violin, op. 17
- 3 Pianosonater med violin, op. 18
- 3 Pianosonater, op. 20
- 3 Pianotrios, op. 21
- 3 Symfonier, op. 22
- 3 Pianotrios, op. 23
- 3 Symfonier, op. 24
- Pianokonsert i D-dur, op. 25
- 3 Pianosonater, op. 26
- 3 Pianotrios, op. 27
- 3 Pianotrios, op. 28
- 3 Pianosonater, op. 30
- 3 Pianotrios, op. 34
- 3 Pianosonater, op. 35
- Pianokonsert i C-dur, op. 36
- 3 Pianotrios, op. 37
- 3 Pianosonater, op. 38
- 3 Pianotrios, op. 40
- 3 Pianotrios, op. 41
- 3 Pianotrios, op. 44
- Pianokonsert i Ess-dur, op. 45
- 3 Pianotrios, op. 46
- 3 Pianotrios, op. 47
- 3 Pianotrios, op. 48
- 3 Pianotrios, op. 49
- 3 Pianotrios, op. 50
- 3 Pianosonater, op. 51
- 3 Pianotrios, op. 52
- 3 Pianotrios, op. 63
- 3 Pianotrios, op. 64

### Stråkkvartetter
- 3 Stråkkvartetter, op. 32
- 3 Stråkkvartetter, op. 33

### Operor
- Le Muzet (försvunnen)
- Debora e Sisara (försvunnen)
- Didone abbandonata (försvunnen)
- Télémaque dans l'île de Calypso (försvunnen)
- Judith und Holofernes (försvunnen)
- Gustav Vasa

### Baletter
- La ritrovata figlia di Ottone II
- Arlechino (försvunnen)
- Télémaque dans l'île de Calypso (försvunnen)

### Oratorier
- Moisè in Egitto
- La Giuditta (försvunnen)